# Макс Меркель
Макс Меркель (нім. Max Merkel, нар. 7 грудня 1918, Відень — пом. 28 листопада 2006, Пуцбрунн) — австрійський футболіст, що грав на позиції захисника. По завершенні ігрової кар'єри — футбольний тренер.

## Клубна кар'єра
Макс Меркель — син прусського офіцера. У 15 років прийшов у віденський «Рапід», але зіграв там лише одну гру, після чого перейшов в інший віденський клуб «Вінер Шпорт-Клуб» спочатку в чемпіонаті Австрії, а після аншлюсу в чемпіонаті Німеччини.
З 1942 року грав за команду Люфтваффе «Маркерсдорф», де провів всю війну, по завершенні якої знову недовго грав за «Вінер Шпорт-Клуб».
1946 року повернувся до «Рапіда» (Відень), за який відіграв 8 сезонів. За цей час чотири рази виборював титул чемпіона Австрії. Завершив професійну кар'єру футболіста виступами за команду «Рапід» (Відень) у 1954 році.

## Виступи за збірні
1939 року дебютував в офіційних матчах у складі національної збірної Німеччини, частиною якої після аншлюсу була Австрія, у грі проти новоствореної збірної Словаччини, для якої це був історичний перший матч, проте німці поступились 0:2, і Меркель в збірну Німеччини більше не призивався. Лише після війни, 22 червня 1952 року, зіграв ще один матч і за відновлену збірну Австрії проти Швейцарії.

## Кар'єра тренера

### Нідерланди
Розпочав тренерську кар'єру відразу ж по завершенні кар'єри гравця, 1954 року, очоливши тренерський штаб клубу ГБС (Гаага), а в квітні 1955 року і збірну Нідерландів. Під його керівництвом в товариському матчі були обіграні чемпіони світу — збірна ФРН. Але у відборі до ЧС-1958 нідерландці програли Австрії і Меркель пішов у відставку.

### «Рапід»
У 1956 році Макс очолив рідний «Рапід» (Відень), через рік привівши його до чемпіонства. Після цього молодого тренера переманили в Німеччину.

### Німеччина
У 1958 році Меркель очолив дортмундську «Боруссію». Тоді чемпіонат ФРН розігрувався за складною багатоступеневою схемою між переможцями регіональних ліг. Лише в 1961 році клуб вийшов у фінал чемпіонату, де начисто програв «Нюрнбергу» — 0:3. Меркель болісно сприйняв поразку і поїхав до Мюнхена, тренувати місцевий «Мюнхен 1860».

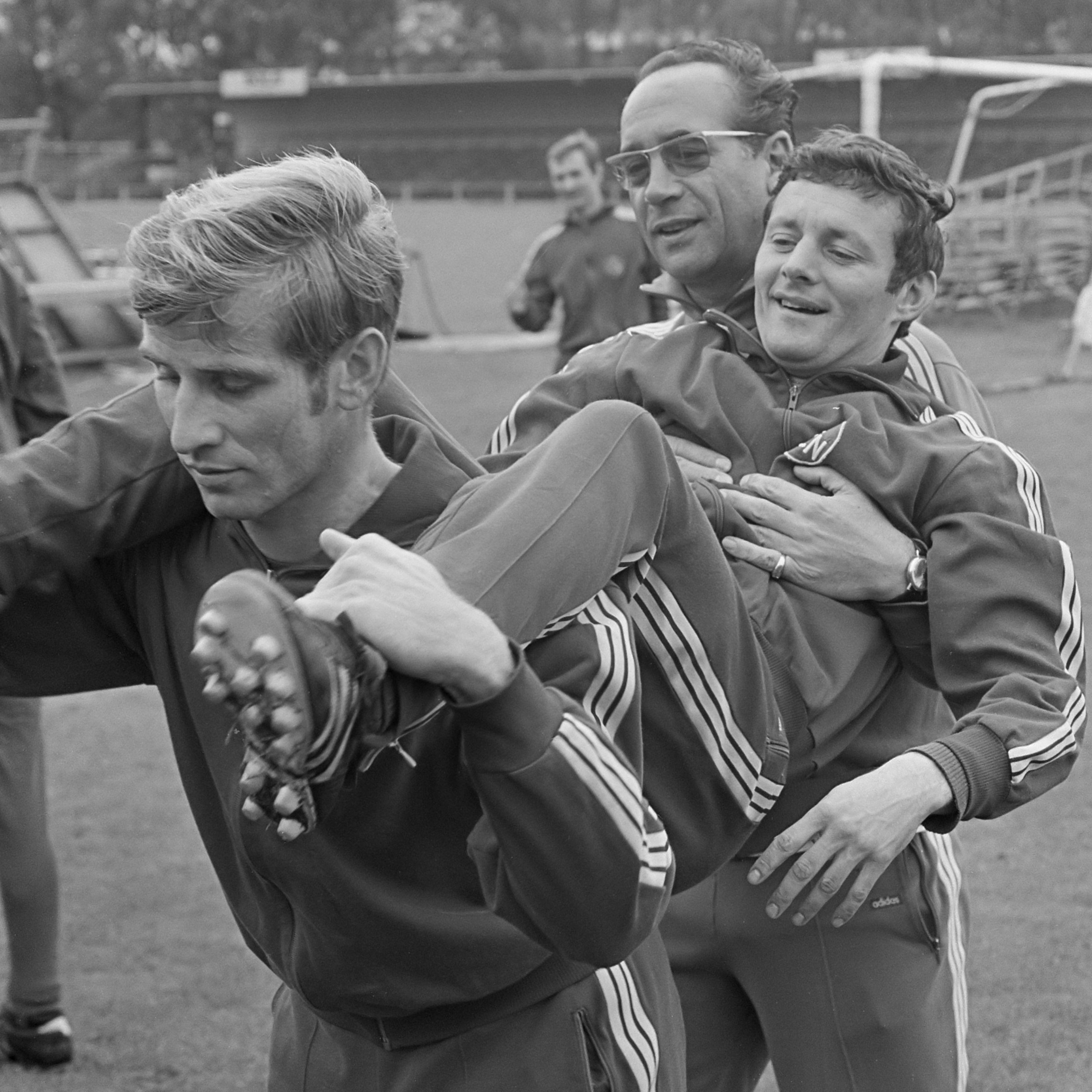
Макс Меркель (в центрі) на тренуванні «Нюрнберга». 1968 рік.

У 1962 році «Мюнхен» виграв регіональну лігу, автоматично потрапивши в Бундеслігу. У 1964 році команда добилася першого великого успіху за майже 20 років — виграла Кубок країни у франкфуртського «Айнтрахта». У Кубку кубків «Мюнхен» дійшов до фіналу.
У 1965 році клуб виграв Бундеслігу. Меркель дуже підвищив свій авторитет, але він допустив фатальну помилку, посадивши на лаву запасних югослава Петара Раденковича. Той був дуже незадоволений і підняв бунт, через що тренер був змушений піти.
У січні 1967 року Макс прийняв «Нюрнберг» і витягнув його із зони вильоту, а в наступному сезоні і зовсім зробив команду чемпіоном країни. Тепер Меркеля називали тільки «Майстермахером». Але тренер все зіпсував, вигнавши з команди 14 гравців, а тих, що залишилися, на думку деяких, мучачи садистськими методами тренувань.
Не дивно, що клуб займав останнє місце. У березні Меркель пішов з клубу.

### Іспанія
У 1969 році Меркель прийняв «Севілью», яка тільки но вийшла в Прімеру. Там команда посіла третє місце. У наступному сезоні стало гірше — лише сьоме місце. Меркель посварився з клубним керівництвом і прийняв «Атлетіко». Там все склалося добре. Команда стала чемпіоном Іспанії, але Меркель пішов у відставку через необережну фразу:
|  | Іспанія була б прекрасною країною, якщо б тут не жило стільки іспанців. |

### Повернення в Німеччину
У 1975 році Меркель повернувся в «Мюнхен 1860», який перебував у Другій Бундеслізі. Але повернути клуб в еліту у Меркеля не вийшло, після чого він поїхав у Гельзенкірхен до «Шальке 04». Клуб непогано почав, але гравців «Шальке» постійно викликали на допити, і клуб невдало фінішував.

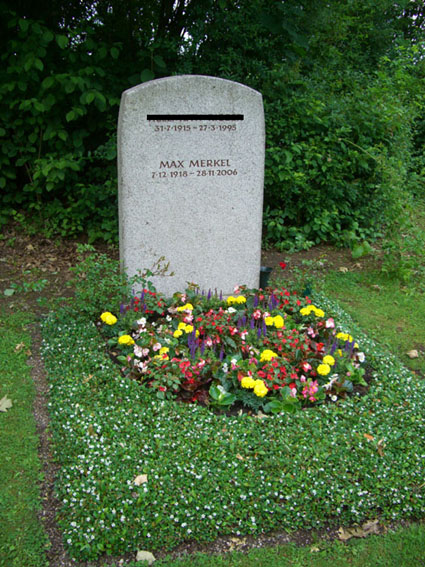
Могила Макса Меркеля у Гоенбрунні.

У 1982 році Меркель ненадовго повернувся до тренерської діяльності «Карлсруе СК». Під його керівництвом клуб уникнув вильоту у Другу Бундеслігу.
Останнім місцем тренерської роботи був клуб «Цюрих», головним тренером команди якого Макс Меркель був 1983 року, але пропрацював лише місяць.
Після тренерської кар'єри працював колумністом у таблоїді «Bild».
Помер 28 листопада 2006 року на 88-му році життя у місті Пуцбрунн біля Мюнхена.
| Дата      | Місто      | Господарі  | Результат | Гості     | Турнір           | Голи | Примітки |
| --------- | ---------- | ---------- | --------- | --------- | ---------------- | ---- | -------- |
| 27-8-1939 | Братислава | Словаччина | 2 – 0     | Німеччина | товариський матч | -    |          |
| Усього    |            | Матчів     | 1         |           | Голів            | 0    |          |

## Титули і досягнення

### Як гравця
- Чемпіон Австрії (4):

«Рапід» (Відень): 1947–48, 1950–51, 1951–52, 1953–54

### Як тренера
- Чемпіон Австрії (1):

«Рапід» (Відень): 1956–57
- Чемпіон ФРН (2):

«Мюнхен 1860»: 1965–66
«Нюрнберг»: 1967–68
- Володар Кубка ФРН (1):

«Мюнхен 1860»: 1964
- Чемпіон Іспанії (1):

«Атлетіко»: 1972–73
- Володар Кубка Іспанії (1):

«Атлетіко»: 1971–72

## Роботи
- Trainer mit Zuckerbrot und Peitsche. München 1968
- Geheuert, gefeiert, gefeuert. Die bemerke(l)nswerten Erlebnisse eines Fussballtrainers. München 1980 ISBN 3-442-03948-7
- Das Runde ist der Ball. 3. Aufl. München 1989 ISBN 3-7766-1566-4
- Man muss auch verlieren können. Vom Tennis und anderen Ärgernissen. München/Berlin 1990 ISBN 3-7766-1648-2
- Max Merkels Läster-Lexikon des Fussballs. Berlin 1991 ISBN 3-328-00486-6
- Einwürfe. Fussballsprüche vom Spielfeldrand. Berlin 1993 ISBN 3-328-00584-6